# Geografia del Gambia

Localizzazione geografica del Gambia.

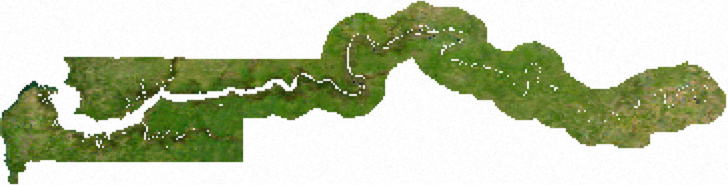
Immagine satellitare del Gambia.

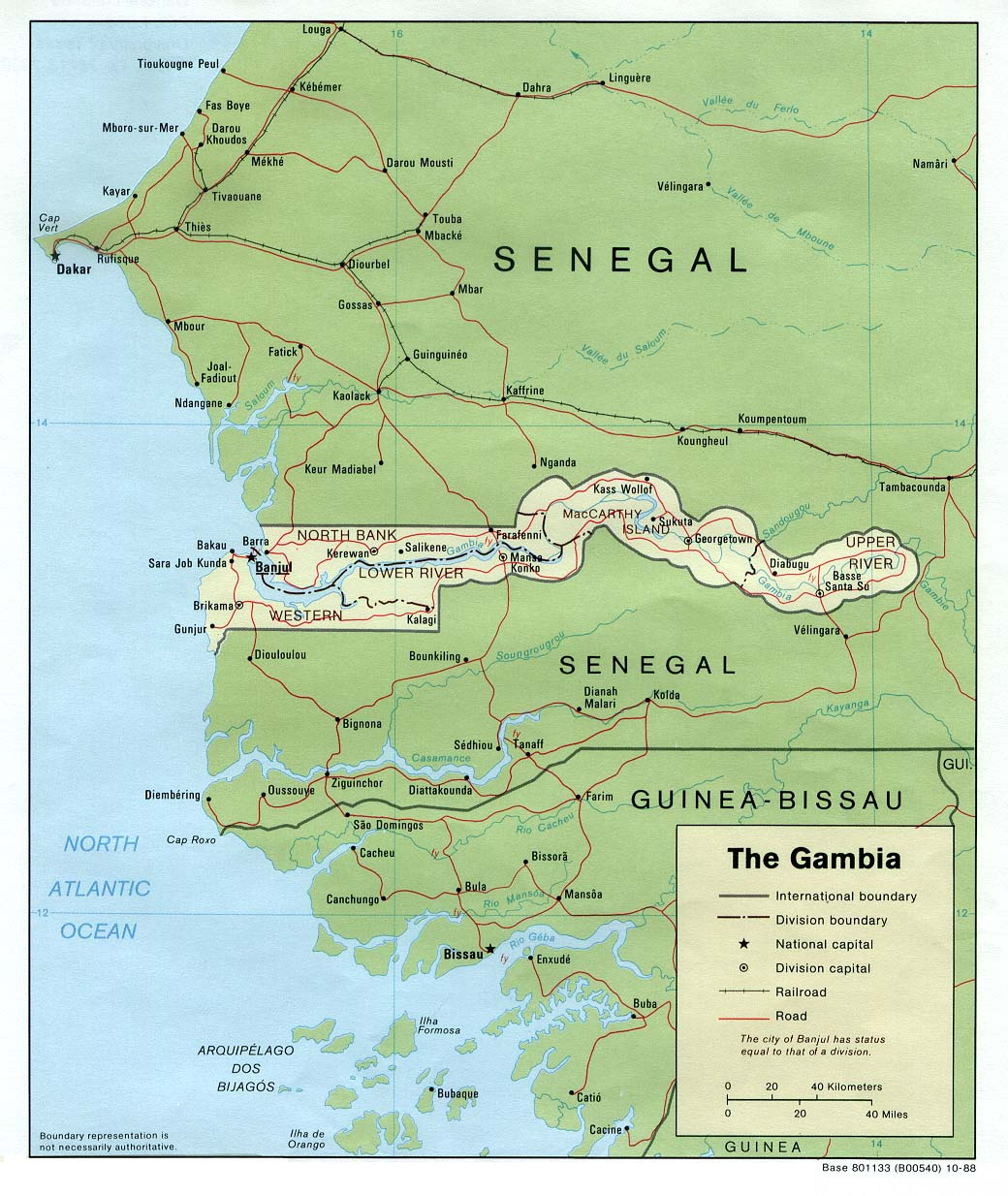
Vie di comunicazione e città.

Il Gambia è un piccolo e stretto paese dell'Africa occidentale che geograficamente si estende lungo il fiume Gambia. Il paese ha una superficie di 11.300 km² e misura solamente 48 chilometri nel punto di massima larghezza. Gli attuali confini del paese vennero definiti nel 1889 dopo un accordo tra il Regno Unito e la Francia. A parte la sua breve linea di costa che si affaccia sull'Oceano Atlantico, è un'enclave del Senegal e di gran lunga il più piccolo paese dell'Africa continentale.
Il clima è tropicale, con la stagione delle piogge che va da novembre fino a maggio.

## Dati generali
Posizione: Africa occidentale, al confine con il Senegal, si affaccia sull'Oceano Atlantico. 
Coordinate geografiche: 13°28′N 16°34′W
Area: 

totale: 11.300 km² 

terra: 10.000 km² 

acqua: 1.300 km² 
Area comparativa: poco più delle dimensioni della Regione dell'Abruzzo. 
Confini terrestri: 

totale: 740 km 

frontiere: Senegal per 740 km 
Linea di Costa: 80 km 
Confini marittimi: 

zona contigua: 18 miglia nautiche (33 km) 

piattaforma continentale: non specificato 

zona di pesca esclusiva: 200 miglia nautiche (370 km) 

mare territoriale: 12 miglia nautiche (22 km) 
Clima: tropicale; caldo durante la stagione delle piogge (da giugno a novembre); fresco durante la stagione secca (da novembre a maggio). 
Terreno: pianura alluvionale del fiume Gambia, circondato da alcune basse colline. 
Elevazione estrema: 
punto più basso: Oceano Atlantico 0 m 
punto più alto: Red Rock 53 m 
Risorse naturali: pesce, arachidi.
Uso del suolo: 

seminativi: 18% 

colture permanenti: 0% 

pascoli permanenti: 9% 

foreste e boschi: 28% 

altri: 45% (1993 stima) 
Terre irrigate: 150 km² (1993 stima) 
Pericoli naturali: le piogge sono diminuite del 30% negli ultimi 30 anni. 
Ambiente - problematiche attuali: la deforestazione, desertificazione; malattie prevalentemente collegate all'acqua.